# Plutônio-238
Plutônio-238 é um isótopo radioativo do plutônio com uma meia-vida de 87,7 anos.
Pela sua capacidade de ser um grande emissor de partículas alfa e não liberar radiações mais penetrantes(beta e gama, que por sua vez  são problemáticas), ele é usado em geradores termoelétricos de radioisótopos e unidades de aquecimento de radioisótopos. Um grama de plutônio-238 gera 0,5 watts e um quilo gera 567 watts de potência.

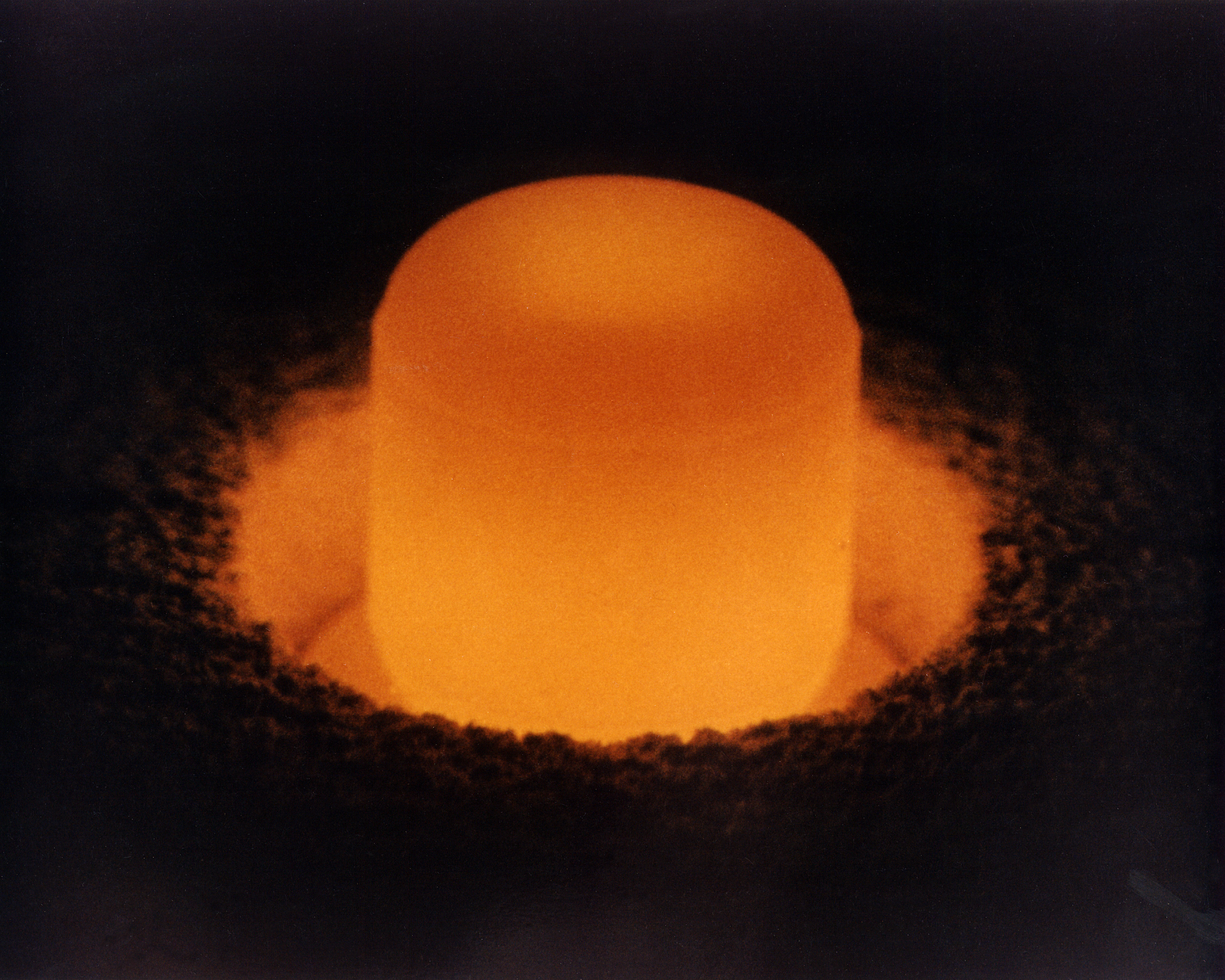
Uma amostra de Pu-238 brilhando pelo seu próprio calor.

## Historia

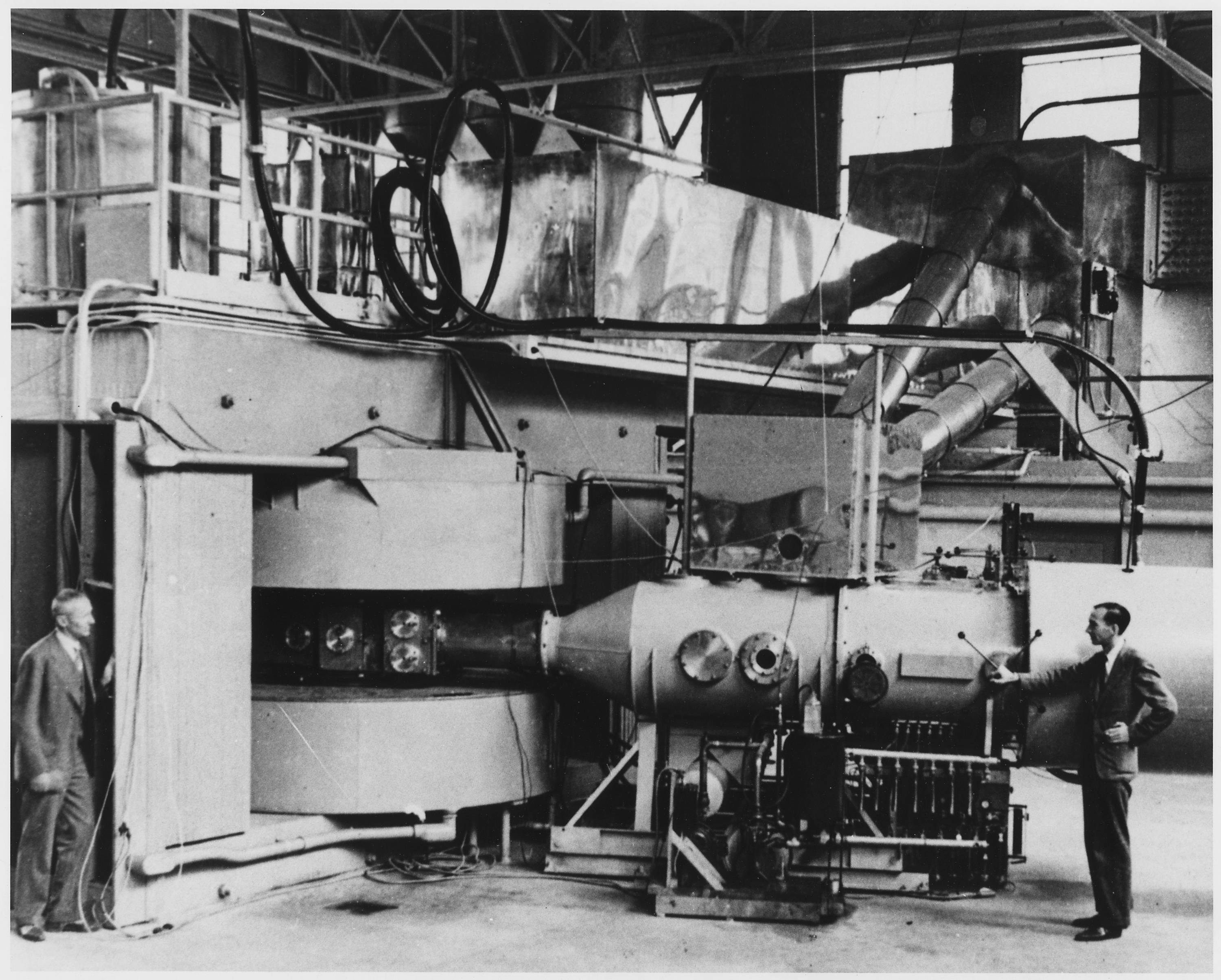
O cíclotron de 60 polegadas de Ernest O. Lawrence.

O plutônio-238 foi sintetizado por Glenn Seaborg e colaboradores em 1941 pelo bombardeio de núcleos de urânio-238 por deutério, produzindo Np-238 que sofre um decaimento beta negativo tendo como resultado final um átomo de Pu-238, sendo esta a primeira amostra de plutônio artificial do mundo.
{\displaystyle {}_{1}^{2}\mathrm {D} +{}_{\ 92}^{238}\mathrm {U} \to {}_{\ 93}^{240}\mathrm {Np} ^{*}\to 2\ {}_{0}^{1}\mathrm {n} +(\ {}_{\ 93}^{238}\mathrm {Np} \to {}_{\ 94}^{238}\mathrm {Pu} +\mathrm {e} ^{-}+{\bar {\nu _{\mathrm {e} }}}\ )}
ou em uma equação mais simples:
{\displaystyle \mathrm {^{238}_{\ 92}U\ +\ _{1}^{2}D\ \longrightarrow \ _{\ 93}^{238}Np\ +\ 2\ _{0}^{1}n\quad ;\quad _{\ 93}^{238}Np\ {\xrightarrow[{2.117\ d}]{\beta ^{-}}}\ _{\ 94}^{238}Pu} }
Os Estados Unidos(a origem deste isótopo), atualmente tem capacidades limitadas para produzir plutônio-238, todo o seu Pu-238 tem sido usado em sondas espaciais e ainda foi comprado na Rússia, ao total o foi comprado 16,5kg.
O Departamento de Energia dos EUA estão solicitando financiamento para reiniciar a produção interna deste isótopo, mas deve levar cinco anos para produzir amostras substanciais.

## RTGs

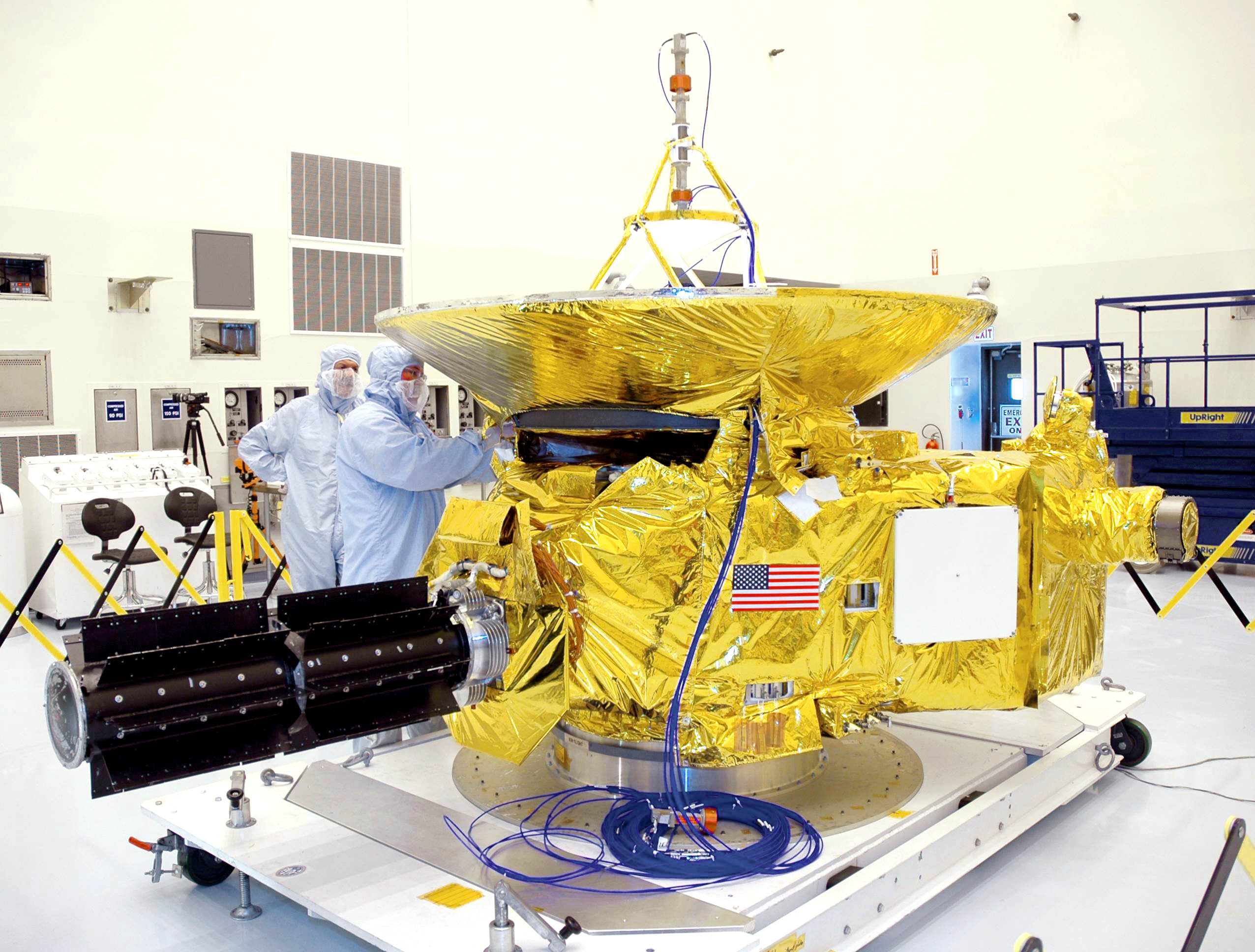
RTG (cilindro negro) da sonda espacial New Horizons.

O Pu-238 sempre foi o elemento preferido para se utilizar em RTGs, sendo utilizado nos RTGs das famosas sondas Pioneer 10, Pioneer 11, Voyager 1, Voyager 2, Galileo, Ulysses, Cassini e New Horizons.
Isso se deve a sua propriedade de decaimento energético, ser mais estável e controlável que demais radioisótopos.
Os RTGs de Pu-238 perdem 0,787% de sua potência original por ano. No caso, por exemplo, as sondas do programa Voyager , lançadas em 1977, a energia inicial dos geradores foi de 470 W, e depois de 23 anos mais tarde, em 2001, decaiu para 392 W, no entanto, dada o Envelhecimento da termopares potencial de conversão diferença bimetálicos o gradiente de temperatura gerado pela decomposição de plutônio 238, observado geradores de energia Voyager 1 e Voyager 2 , em 2001 foi, respectivamente, mais de 315 W e 319 W, que permite inferir que os termopares funcionava em seguida para 80% da sua potência nominal.

## Decaimento
O Pu-238 decai em U-234 depois de 87,7 anos, quando ele fica instável e sofre uma emissão alfa para se estabilizar.
{\displaystyle \mathrm {^{238}_{\ 94}Pu\ {\xrightarrow[{87,74\ anos}]{\alpha \ 5,593\ MeV}}\ _{\ 92}^{234}U} }

## Referencias
- https://www.webcitation.org/6Hp0vpY7s?url=http://nuclear.inl.gov/spacenuclear/docs/final72005faqs.pdf
- http://www.npr.org/templates/story/story.php?storyId=113223613